# 대니 L 할
대니 L 할(Danny L Harle)은 잉글랜드의 음악 프로듀서, 작곡가이다.